# 宮條可留奈
宮條可留奈（日语：宮条 カルナ，2月23日—），日本漫畫家、插畫家。出身於栃木縣。舊筆名輕菜秋。

## 作品列表
全由史克威爾艾尼克斯發行。

### 漫畫
※部分作品日文直譯。
- 前進吧！英雄（《月刊GANGAN WING》，全2冊）
- RADEATASTORIES The Song of RIDLEY（日语：ラジアータ ストーリーズ）（《月刊GANGAN WING》，全5冊）
- 棒球少年遊（全1冊）東立出版社
- 殺戮箴言aphorism（《月刊GANGAN WING》→GANGAN ONLINE，全14冊）青文出版社
  - 殺戮箴言aphorism弩（月刊少年GANGAN，連載中）
  - 殺戮箴言aphorism堕（擔任原作，GANGAN ONLINE，連載中）
- 大家的吳（日语：みんなの呉）（《GANGAN戰 -IXA-（日语：ガンガン戦-IXA-）、GANGAN ONLINE，連載中／已發行1冊）

### 插圖
- 線上遊戲《戰國IXA（日语：戦国IXA）》－武將卡片「竹中半兵衛」
- 電視動畫 我不受歡迎，怎麼想都是你們的錯！（第11話片尾插圖）